# Burg auf dem Falkenberg
Die Burg auf dem Falkenberg ist eine abgegangene mittelalterliche Höhenburg auf dem heutigen Gebiet der Hansestadt Hamburg im Stadtteil Hausbruch. Überreste des Burgwalls befinden sich noch heute an ihrem Standort in der Fischbecker Heide. Sie könnte mit der Valkenburg gemeint sein, welche in der Weltchronik des Abtes Adalbert von Stade erwähnt wird.

## Lage, Bauweise und Erhaltungszustand
Für den Bau der Burg wurde eine Bergkuppe eingeebnet und in 65 m Höhe (NHN) ein sichelförmiges Plateau von 80 m Länge und 15 m Breite geschaffen. Von der erhöhten Lage ließ sich das Elbtal von Buxtehude bis nach Harburg überblicken. Um das Plateau verlief ein, heute nur noch als Absatz des Berges erkennbarer, Trockengraben in einer Tiefe von 11–16 m.
Die Burganlage war in eine Vor- und ein Hauptburg untergliedert. Eine Unterbrechung in der Struktur von Wall und Graben am Nordwest-Hang deutet an, dass sich dort der Zugang zur Vorburg befand. Vermutlich gab es auch am Westhang ein Tor, welches direkt in die Hauptburg führte. Das Burgplateau war wahrscheinlich stark mit Holzgebäuden bebaut.
Ab 1974 erfolgten auf dem Falkenberg Baumaßnahmen, wobei unter anderem eine Klärgrube angelegt wurde. Dies ging mit umfangreichen Eingriffen in das Bodendenkmal einher und wirkte sich entsprechend negativ auf den Erhaltungszustand der Burgstelle auswirkte.

## Geschichte
Die Anfänge der Burg liegen im 9. Jahrhundert. Die Burg auf dem Falkenberg wurde archäologischen Ausgrabungen zufolge wahrscheinlich in der zweiten Hälfte des 13. Jahrhunderts verlassen. Schriftliche Zeugnisse über den Bau, die Nutzung oder die Funktion der Burg sind nicht erhalten. Allerdings lässt sich die Burg in dem Kontext der wechselnden Besitzverhältnisse in der Region recht gut einordnen und ermöglicht Rückschlüsse auf ihren Zweck.
Im Mittelalter floss westlich des Falkenbergs ein Bach, die Falkenbek. Dieser Bach markierte damals eine Territorialgrenze. Vor 1144 war das Gebiet östlich der Falkenbek Eigentum der Udonen. In der Überwachung dieses Grenzgebietes liegt wahrscheinlich die Funktion der Burg. 1263 fiel das Gebiet östlich der Falkenbek und damit auch die Burg an das Bistum Bremen.
Einer Quellenanalyse von Adolf E. Hofmeister folgend könnte es sich bei der Burg auf dem Falkenberg um die Burg Valkenberch handeln, die in der Weltchronik des Abtes Adalbert von Stade erwähnt wird.
Volkstümlich ist verankert, dass der Pirat Störtebeker und sein Kumpan Gödeke Michels auf der Burg am Falkenberg gehaust und dort einen Schatz vergraben hätten, bevor sie den Überlieferungen zufolge 1401 von den Hamburgern aufgegriffen und hingerichtet wurden. Es waren vermutlich auch Schatzsucher, die auf dem Falkenberg eine tiefe Grube gegraben hatten, welche 1905 bei Ausgrabungen untersucht wurde. Die örtliche Bevölkerung hatte der Grube den einschlägigen Namen Göd’ sien Kuhl gegeben, den manche als Hinweis auf Gödeke Michels als Namensgeber deuten. Da die jüngsten Ausgrabungsfunde jedoch aus einer Zeit noch deutlich vor Gödeke Michels stammen (vgl. unten), muss die Nutzung der Burg durch den Seeräuber wohl doch als reine Legende angesehen werden.

## Archäologische Ausgrabungen und Funde

Rekonstruktion der Burg auf dem Falkenberg von 1912

1905 erfolgten beim Bau eines Ausflugslokals erste archäologische Untersuchungen, wobei deutliche Spuren einer hölzernen Bebauung und Nutzung seit dem 9. Jahrhundert bis ins 13. Jahrhundert festgestellt wurden. Es wurde etwa eine, noch mit einer Holzkohleschicht bedeckte, Herdstelle und eine Abfallgrube, in der Funde aller Art gemacht wurden, freigelegt. Neben Scherben fand man Tierknochen und verrostete Metallgegenstände, wie etwa eine Axt, Pfeilspitzen, Hufeisen, Nägel und Riemenschnallen. Im Anschluss wurden bei Ausgrabungen in der oben erwähnten, vermutlich von Schatzsuchern angelegten, Grube ein Feldsteinfundament freigelegt, welches möglicherweise zu einem quadratischen Holzturm gehört hat.
Zusätzlich gibt es einige Lesefunde, welche die zeitliche Einordnung der Ausgrabungen bestätigten: 1932 wurden Scherben von grauer Irdenware aufgelesen, welche von Kugeltöpfen flandrischer Machart aus dem frühen 13. Jahrhundert stammen. 1933 wurde eine Scherbe gefunden, welche der Badorfer Keramik zuzuordnen ist. Diese und eine weitere, zu einem Henkeltopf gehörige, Scherbe mit Kreuzstempeln konnten dem 9. Jahrhundert zugeordnet werden.

## Einzelnachweise

Profilansicht mit Graben und Plateau

Auf dem Falkenberg gefundene Keramik

Eisenfunde vom Plateau des Falkenbergs